# Ropica annamensis
Ropica annamensis là một loài bọ cánh cứng trong họ Cerambycidae.